# Centroptilum romanicum
Centroptilum romanicum is een haft uit de familie Baetidae. De wetenschappelijke naam van de soort is voor het eerst geldig gepubliceerd in 1949 door Bogoescu.
De soort komt voor in het Palearctisch gebied.